# Microrégion de Lins
Pour les articles homonymes, voir Lins (homonymie).
La microrégion de Lins est l'une des cinq microrégions qui subdivisent la mésorégion de Bauru de l'État de São Paulo au Brésil.
Elle comporte 8 municipalités qui regroupaient 157 748 habitants en 2006 pour une superficie totale de 3 875 km².

## Municipalités[1]
- Cafelândia
- Getulina
- Guaiçara
- Guaimbê
- Júlio Mesquita
- Lins
- Promissão
- Sabino